# Guidone for shake
A1 . Ciao
A2   You Are My Woman
A3   For Your Love
A4   Parakalo Glyphada
A5   Amico Va
B1   Shalla La La
B2   Io Ti Gredo
B3   Hava Nagila
B4   Se Te Ne Vai
B5   Fuori Dal Mondo
B6   La Casa Del Sole